# Slavonski Brod
Slavonski Brod (včasih Brod na Savi) je mesto na Hrvaškem z okoli 45.000 prebivalci, ki je upravno središče Brodsko-posavske županije in spada med 7 največjih mest na Hrvaškem.
Slavonski Brod je industrijsko mesto s pristaniščem na levem bregu Save zgrajeno tam, kjer je stalo rimsko naselje Marsania. Že v antiki je bilo tu pomembno križišče na rimski cesti  Siscia-Sirmium (Sisek-Sremska Mitrovica). Na strateško pomembnem mestu, (od tu tudi toponim brod - kraj, kjer se prečka reko) so zgradili srednjeveško utrbo. V mestu je več kulturno zgodovinskih znamenitosti: trdnjava iz 15. stoletja, baročni frančiškanski samostan s cerkvijo zgrajeno v 18. stoletju. V mestnem muzeju je bogata zbirka predzgodovinskih predmetov  iz bližnjega neolitskega naselja Klakar. Med leti 1536 do 1691 je bilo to območje v lasti Turkov, od 1735 srdedišče krajiške kapetanije od 1751 pa svobodna vojna občina. Na nasprotnem (desnem) bregu Save je mesto Bosanski Brod oziroma zdaj le še Brod, ki je del Republike Srbske v Bosni in Hercegovini.
V letih 2020-22 se je nekaj enot osiješke univerze osamosvojilo in združilo v drugo slavonsko univerzo - Univerzo v Slavonskem Brodu.

## Demografija
|  | 2736 | 3362 | 4433 | 4968 | 7532 | 10651 | 11199 | 15827 | 16681 | 21858 | 28810 | 38705 | 47583 | 55683 | 58642 | 53531 | 45005 |
|  | 1857 | 1869 | 1880 | 1890 | 1900 | 1910  | 1921  | 1931  | 1948  | 1953  | 1961  | 1971  | 1981  | 1991  | 2001  | 2011  | 2021  |